# Ушаковский сельсовет (Нижегородская область)
Ушаковский сельсовет — сельское поселение в Гагинском районе Нижегородской области. 
Административный центр — село Ушаково.

## История
Статус и границы сельского поселения установлены Законом Нижегородской области от 15 июня 2004 года № 60-З «О наделении муниципальных образований - городов, рабочих посёлков и сельсоветов Нижегородской области статусом городского, сельского поселения».
Законом Нижегородской области от 28 августа 2009 года № 138-З сельские поселения Ушаковский сельсовет, Ляпнинский сельсовет и Итмановский сельсовет объединены в сельское поселение Ушаковский сельсовет.

## Население
| 2002  | 2010  | 2012  | 2013  | 2014  | 2015  | 2016  |
| ----- | ----- | ----- | ----- | ----- | ----- | ----- |
| 2615  | ↘1909 | ↘1833 | ↘1810 | ↘1769 | ↘1726 | ↘1680 |
| 2017  | 2018  | 2019  | 2020  | 2021  |       |       |
| ↘1624 | ↘1594 | ↘1551 | ↘1481 | ↘1425 |       |       |

## Состав сельского поселения
| №  | Населённый пункт | Тип населённого пункта       | Население |
| -- | ---------------- | ---------------------------- | --------- |
| 1  | Большая Уда      | село                         | ↘171      |
| 2  | Глушенки         | село                         | ↘31       |
| 3  | Дарьино          | деревня                      | ↘36       |
| 4  | Ивково           | село                         | ↘221      |
| 5  | Итманово         | село                         | ↘389      |
| 6  | Ляпня            | село                         | ↘349      |
| 7  | Новая Николаевка | посёлок                      | ↘3        |
| 8  | Новое Молчаново  | село                         | ↘56       |
| 9  | Пекшать          | деревня                      | ↘10       |
| 10 | Ушаково          | село, административный центр | ↘623      |
| 11 | Черничиха        | посёлок                      | ↘20       |